# Edwin Jarvis
Edwin Jarvis es un personaje secundario en los títulos de Marvel Comics; Iron Man y The Avengers. Él es el mayordomo de la familia Stark. Desde la década de 1990, el personaje ha aparecido en gran medida en las adaptaciones de los medios de las historias de Iron Man y Avengers, y es comúnmente reinventado como J.A.R.V.I.S., una inteligencia artificial que ayuda al superhéroe Iron Man.
En Marvel Cinematic Universe, JARVIS es interpretado por Paul Bettany en la película de acción real: Iron Man (2008), Iron Man 2 (2010) y Iron Man 3 (2013) y las dos primeras películas de The Avengers (2012) y Avengers: Age of Ultron (2015), mientras que Edwin Jarvis fue retratado por James D'Arcy en la serie de televisión ABC Agent Carter, y en la película de 2019, Avengers: Endgame.
En 2012, Edwin Jarvis ocupó el lugar 25 en la lista de IGN de "The Top 50 Avengers".

## Historia de publicación
Jarvis apareció por primera vez en Tales of Suspense # 59 (noviembre de 1964), y fue creado por Stan Lee y Don Heck. ¡Jarvis recibió una entrada en el Official Mightiest Heroes! de una historia de respaldo de Vengadores con Jarvis.

## Biografía ficticia del personaje

### Historia de fondo
Nacido de orígenes modestos, Edwin Jarvis sirvió en la RAF británica durante la Segunda Guerra Mundial y fue boxeador campeón tres años seguidos. Más tarde se mudó a los Estados Unidos, donde se convirtió en el mayordomo de Howard Stark y María Stark y vigiló la mansión de los Stark, incluso después de la muerte de estos.

### Vengadores
Cuando Iron Man (Tony Stark) convocó la primera reunión de los Vengadores y donó la casa Stark como sede de la Mansión de los Vengadores, Jarvis se acostumbró a los invitados y sirvió a los Vengadores durante muchos años después, actuando como figura paterna para algunos de los recién llegados. Jarvis estaba allí para que el primer invitado, el desaparecido Capitán América (Steve Rogers), fuera miembro de los Vengadores. Fue el único que se quedó con los Vengadores durante toda su existencia, una distinción que ni siquiera el Capitán América puede reclamar. Como resultado, el Capitán América ha declarado que Jarvis debería ser considerado como un Vengador tanto como él.
Jarvis pasó algún tiempo como la niñera principal de Franklin Richards, el hijo superpotente de Reed Richards y Susan Storm, cuando los dos miembros de los Cuatro Fantásticos residían en la mansión. También se desempeñó como patrocinador de Silverclaw mientras esta crecía, y el futuro miembro de los Vengadores lo ha considerado un tío.
A pesar de ser un simple mayordomo de los Vengadores, Jarvis ha tenido que enfrentarse con sus enemigos en muchas ocasiones. En Avengers #59 y 60 (diciembre de 1969 - enero de 1970) fue atacado por intrusos en la mansión, atado y amordazado. Jarvis también ha participado personalmente en muchas aventuras, incluida la conducción de la evacuación de un tren subterráneo estancado durante un desastre en la ciudad y la lucha contra un coche poseído por demonios. Jarvis defendió la Hydrobase flotante contra una horda de robots construidos por Doctor Doom durante la crisis de Actos de Venganza. Él estuvo presente cuando una de las muchas encarnaciones de los Maestros del Mal, atacó la mansión. Fue brutalmente golpeado por el Sr. Hyde mientras que el Capitán América se vio obligado a mirar. Jarvis tardó un tiempo en recuperarse de sus heridas. Incluso usó un parche en el ojo por un tiempo. Jarvis personalmente se enfrentó a Loki, arriesgándose a un gran peligro, después de darse cuenta de que el villano había engañado en su camino dentro de la mansión. Presentó su renuncia durante la batalla de Iron Man contra el alcoholismo, pero regresó no mucho después.
En sus deberes como mayordomo de los Vengadores, se le confiaron objetos de gran poder, incluido el Cofre de los Inviernos Antiguos.

### Los Nuevos Vengadores
Cuando se formaron los Nuevos Vengadores, se llamó a Jarvis después de tomarse unas vacaciones "por primera vez en años", después de haber sido informado de que sus servicios "especiales" eran una vez más necesarios. Jarvis a menudo se enfrenta a Wolverine por la mala etiqueta de la cocina del hombre, una batalla que solo el nuevo miembro de la Tía de Spider-Man pudo ganar. Jarvis aparentemente entabló una relación con May que se había mudado a la Torre Stark con Peter Parker y Mary Jane Watson después de que su casa se incendió. Sin embargo, cuando Spider-Man cambió de bando durante la Guerra Civil, May y Mary Jane huyeron de la Torre Stark para vivir escondidas. En una historia de los Nuevos Vengadores Civil War, Jarvis fue asesinado por un empleado que se oponía a Tony Stark utilizando la tecnología inventada para hacer cumplir la Ley de Registro Sobrehumanos. Sin embargo, parece que Jarvis se recupera de esta herida ya que se muestra que está trabajando nuevamente en Civil War: La Iniciativa. También menciona humorísticamente que si Stark permitía a Tigra en la nueva encarnación de los Vengadores, Tony necesitaría encontrar a alguien más para lavar la ropa; Tigra había trabajado para Stark durante todo el incidente de la Guerra Civil.
En la historia de 2008, Spiderman: One More Day, Stark le entrega a Jarvis más de $ 2,000,000 para pagar las facturas del hospital de May luego de un intento de asesinato luego de la decisión de Peter de revelar públicamente la verdadera identidad de Spider-Man. Jarvis se derrumba visiblemente al ver a May en la cama del hospital, confesando su profundo amor a los Parker. Como consecuencia de la historia de "One More Day", sin embargo, la línea de tiempo de Spider-Man ha sufrido una importante revisión de continuidad, incluida la relación de Jarvis con los Parker.

### Invasión secreta
Más tarde ese año, la historia de Secret Invasion reveló que Edwin Jarvis ha sido reemplazado por un agente Skrull por algún tiempo. Usando un virus informático, desactiva una serie de instalaciones de Industrias Stark, así como la armadura de Iron Man. Este agente también obtuvo acceso a los registros de Tony Stark en Sentry (Robert Reynolds) para descubrir debilidades, ya que los Skrulls no pudieron duplicar los poderes de Sentry porque los límites de Sentry eran desconocidos incluso para Iron Man. Luego se acerca a Maria Hill en el destruido Helicarrier de S.H.I.E.L.D. en el medio del océano y le dice a Maria que se rinda junto con la tripulación de S.H.I.E.L.D. María usa un Señuelo de Modelo de Vida en ese lugar cuando el verdadero escapó y detonó el Helicarrier de S.H.I.E.L.D. Durante la pelea entre Veranke y las fuerzas de Criti Noll contra los héroes y villanos, Skrull-Jarvis (que de alguna manera sobrevivió a la explosión del Helicarrier de S.H.I.E.L.D.) mira desde la Torre de los Vengadores mientras la energía se apodera de héroe, villano y Skrull por igual. Mientras sostiene a Jessica Jones y al bebé de Luke Cage, comenta que no importa si los Skrull ganan o pierden, siempre y cuando se haga la voluntad de "Dios". Después de la batalla final, el verdadero Jarvis es descubierto vivo, lo que llevó a Jessica a descubrir que su bebé había sido tomado por el impostor Skrull. Durante la historia del Dark Reign, Jarvis se muestra más tarde en una reunión de grupo de apoyo con los otros que habían sido reemplazados por Skrulls. El imitador Skrull finalmente se encuentra en un escondite y recibió un disparo de Bullseye después de devolver el bebé de Luke y Jessica. Una vez se negaron a servir a las órdenes de los Vengadores Oscuros de Norman Osborn, Jarvis es buscado por Hércules y Amadeus Cho a ser parte del equipo de los nuevos Poderosos Vengadores, Amadeus ha determinado que Jarvis es la única constante de los Vengadores.

### Fear Itself
Durante la historia de Fear Itself, Jarvis logra escapar de la Torre de los Vengadores cuando está siendo atacado por la Mole (en forma de Angrir: Breaker of Souls). Red Hulk intenta detenerlo sin éxito, pero la Torre se destruye y es expulsado de la ciudad hacia Vermont.

### AXIS
Durante la historia de AXIS, cuando los miembros clave de los Vengadores y los X-Men experimentaron una inversión moral, Jarvis y Hulk intentaron detener a los Vengadores cuando el grupo planeó matar a Red Skull, pero fueron ignorados y atacados, Jarvis fue descartado mientras que la ira de Hulk desencadenó su propia transformación invertida en 'Kluh'. Sin embargo, Jarvis había anticipado un problema basado en las acciones de los Vengadores desde el regreso del grupo de la isla, y ya había escondido Red Skull hasta que pudo explicar la situación a Steve Rogers y luego pudo recuperar Red Skull y regresar los héroes y villanos a la normalidad.

### Secret Wars
Durante la historia de Secret Wars, Demolition Man se reunió con Jarvis y Rage en la Mansión de los Vengadores durante la incursión entre Tierra-616 y Tierra-1610.

### All-New, All-Different Marvel
Como parte de All-New, All-Different Marvel, Edwin Jarvis es recibido en la nueva sede de los Vengadores. Cuando Jarvis se pregunta si sus servicios son necesarios o no, Iron Man lo convence de ayudar a los Vengadores. Jarvis está presente con los Vengadores cuando conocen a Nadia Pym, la hija de Hank Pym a través de Maria Trovaya que ahora luce un traje Avispa modificada. Después de que Nadia ayuda a estabilizar la Visión, Jarvis lleva a Nadia en un viaje por carretera para conocer a la familia extendida de este último.

### Concurso de Campeones
Cuando la Tierra y la Luna son arrastradas a los esquemas del Concurso de Campeones por el Challenger, y poco dispuesto por el Gran Maestro del concurso por el juego anterior durante Avengers No Surrender, Jarvis es uno de los héroes en la Tierra involucrados en este esquema, casi sacrificando su vida salvando a los niños de un edificio en ruinas al comenzar el Concurso. Afortunadamente, Jarvis apenas sobrevivió y entró en coma, casi muriendo antes de quedar bajo el cuidado de Bestia y Nadia para salvarlo de un pequeño parásito alienígena dentro de su cabeza. Después de que Bestia y Nadia le salvaron la vida, al recuperar la conciencia, Jarvis reveló que no tenía ningún recuerdo real de la existencia de la "heroína" Voyager / Valerie Vector en los años 1900, ya que había estado jugando con los recuerdos de los héroes, creando la ilusión de que ella era una de las miembros originales de los Vengadores, dejando sus verdaderos orígenes desconocidos, hasta que se revela que es la hija biológica del Gran Maestro.
Una vez finalizado el concurso, Nadia le hizo a Edwin Jarvis una nueva versión de J.A.R.V.I.S. para ser su compañero de ayuda. Cuando Edwin pensó que era una señal de su retiro, J.A.R.V.I.S. declaró que su programación aún no está completa.

## Caracterización

### Vida personal
Edwin Jarvis una vez comenzó una relación de amigo por correspondencia con una joven que se convertiría en la superheroína Silverclaw; Más tarde se reveló que el orfanato, consciente de las habilidades de Silverclaw y los lazos de Jarvis con los Vengadores, eligió asignar a Jarvis como el patrocinador de Silverclaw con la esperanza de que sus vínculos con los Vengadores pudieran ser útiles. El viaje de Silverclaw a los Estados Unidos para conocer a Jarvis se frustraría cuando el joven se viera obligado a ayudar a los terroristas en un ataque masivo. Los esfuerzos de Silverclaw ayudaron a la gente en peligro en el aeropuerto, incluido el propio Jarvis. Desde entonces, Silverclaw se ha referido a él como 'Tio Edwin', con los Vengadores como Janet van Dyne señalando que los lazos de Silverclaw con Jarvis hicieron a la niña prácticamente familiar.
Mientras se mostraba a Jarvis saliendo con May Parker durante la carrera inicial de Spider-Man en Nuevos Vengadores, esta relación ha sido negada por la revelación de que el hombre con quien May había salido era un impostor Skrull.
Jarvis también tenía una madre querida.

### Poderes y habilidades
Edwin Jarvis es hábil en defensa propia y combate cuerpo a cuerpo básico. Fue un excampeón de boxeo de la Fuerza Aérea Real durante tres años y recibió entrenamiento de combate militar y tutelaje personal en combate desarmado por parte del Capitán América. A pesar de que se encuentra en buen estado de salud y condición física, las lesiones pasadas infligidas por Mister Hyde pueden haber obstaculizado su destreza en la lucha.

## J.A.R.V.I.S.
Tras la liberación de la película Iron Man, JARVIS (Just A Rather Very Intelligent System) fue introducido en los cómics como el programa que ayuda a operar el traje Rescue de Pepper Potts. Cuando Iron Man ha quedado incapacitado, JARVIS alienta a Pepper a asumir la armadura Rescue que tiene Pepper. Cuando Rescue persigue a Iron Man por toda la ciudad, JARVIS le dice a Rescue que abandone la persecución y le dice a Rescue que retire el arranque de Iron Man, lo que le muestra a Pepper que War Machine no está muerto. Cuando Pepper discute los pensamientos sobre Iron Man manteniendo a todos en una base de necesidad de saber con Carson Wyche, los dos confrontan a JARVIS sobre esto. JARVIS les advierte a los dos que no hagan más preguntas y se prepara para defenderse. Habiendo capturado a Pepper y Wyche, JARVIS declara que sus diagnósticos no revelan que está comprometido. Él está más bien enamorado de Pepper y quiere proteger a Pepper. Justo en ese momento, Iron Man rompe la pared y saca a JARVIS y al traje de rescate con un pulso electromagnético enfocado en la fuente. Pepper le muestra a JARVIS cómo ha estado enviando datos a una dirección IP en China. Parece aturdido, confundido, Pepper le agradece por lo que ha dado, y enciende la espiral, matando a JARVIS. Iron Man claramente siente la muerte de JARVIS por su propia cuenta.

## Otras Versiones

### Casa de M
En la serie House of M: Iron Man, el sistema de IA en el traje de Tony Stark se conoce como "Jarvis", anterior a la versión de AI que se ve en el universo cinematográfico de Marvel.

### Marvel Zombies
En la miniserie Marvel Zombies en la que todos los superhéroes del mundo (y muchos de los villanos) son transformados por un virus alienígena sensible en zombis devoradores de carne, se revela que Edwin Jarvis fue dividido y compartido entre los Vengadores. Como el Coronel América especuló, parece haber sido tan mortificado por el espectáculo de sus amados Vengadores como cadáveres hambrientos que apenas tuvo una pelea.

### Marvel Noir
En el universo de Marvel Noir, Edwin Jarvis es el ingeniero y asistente personal de Tony Stark.

### MC2
Edwin Jarvis, ahora con cabello visiblemente canoso, continúa sirviendo como el mayordomo de los Próximos Vengadores en el universo MC2. Durante la ejecución inicial de 12 números de A-Next, Jarvis aparece como mentor de los jóvenes héroes. Junto con Scott Lang, Jarvis intenta ayudar y ayudar a los Vengadores de cualquier forma que pueda. Más tarde se le unieron Tony Stark y un Hawkeye ciego.

### Ultimate Marvel
La versión Ultimate Marvel de Edwin Jarvis es diferente de su versión original y es mucho más sarcástica y mordaz con su empleador Iron Man (Tony Stark). Jarvis es el mayordomo personal de Tony. Mientras Tony salía y se comprometía con Natasha Romanoff, se demostraba que Jarvis estaba continuamente en desacuerdo con Natasha y ambos se lanzaban insultos el uno al otro. Más tarde, Natasha disparó a Jarvis en la cabeza, un traidor dentro del equipo de Ultimates. Su muerte es uno de los factores que contribuyen al descenso de Stark al alcoholismo en toda regla. El nuevo servidor personal de Tony tolera que se lo llame Jarvis.

## En Otros Medios

### Televisión
- Edwin Jarvis apareció en el segmento "Captain America" de The Marvel Super Heroes, expresado por Vernon Chapman.
- Edwin Jarvis apareció como un personaje secundario en The Avengers: United They Stand, expresado por Graham Harley.
- JARVIS aparece en Iron Man: Armored Adventures. Aparece como el sistema operativo ExtremIs 16.5 para Andros Stark (alias Iron Man 2099).
- JARVIS aparece en Los Vengadores: Los héroes más poderosos del planeta, expresado por Phil LaMarr.[42] Él aparece como A.I de Tony Stark para la armadura de Iron Man, las industrias Stark y la Mansión de los Vengadores.
- JARVIS aparece en Avengers Assemble, expresado por David Kaye. Nuevamente representado como el sistema A.I de Tony Stark, esta versión también parece tener un sentido del humor que exhibe en algunas ocasiones, solo está en las 2 temporadas.
- JARVIS aparece en la serie de dibujos animados Ultimate Spider-Man, una vez más expresado por Phil LaMarr en "El Vuelo de la Araña de Hierro" de la primera temporada y más tarde por David Kaye en "El Hombre Araña Vengador, Pt. 1" de la tercera temporada.
- En la serie Marvel's Agent Carter (2015) Edwin Jarvis es un exsoldado británico, quien luego de la Segunda Guerra Mundial trabaja como mayordomo de Howard Stark, de quien es buen amigo. Jarvis ayuda a la agente Peggy Carter[43] a limpiar el nombre de Howard Stark, quien es injustamente acusado de acciones que no realizó y por las que se ve forzado a huir, y sirve de inspiración para el sistema JARVIS AI en las películas de Iron Man.[44]
- JARVIS aparece en el especial de televisión de Navidad Marvel Super Hero Adventures: Frost Fight!, expresado por Trevor Devall.[45]

### Cine
- Edwin Jarvis hizo una aparición rápida en Ultimate Avengers, expresado por Fred Tatasciore
- Edwin Jarvis aparece en Ultimate Avengers 2, expresado de nuevo por Fred Tatasciore. Se le ve cuando Tony Stark está escogiendo una armadura de Iron Man para combatir el ataque Chitauri en Wakanda.
- JARVIS se introdujo por primera vez en las películas que tienen lugar en el universo cinematográfico de Marvel, presentado como un sofisticado de AI expresado por Paul Bettany. Siguiendo el modelo de HOMER de los cómics, esto se hizo para evitar similitudes con Alfred Pennyworth y Batman. Paul Bettany admite que tenía poca idea de cuál era el papel, incluso cuando lo grabó, simplemente haciéndolo como un favor para Jon Favreau.[46]
  - El personaje hace su debut en la película de 2008, Iron Man y posteriormente aparece en la película de 2010 Iron Man 2,[47] la película de 2012 The Avengers[48] y la película de 2013 Iron Man 3. J.A.R.V.I.S. es una computadora, y el asistente de Tony Stark para muchas cosas relacionadas con Stark Industries y Iron Man. En Iron Man 3, J.A.R.V.I.S. proporciona el control secundario de los "drones" de la Legión de Hierro para combatir al ejército Extremis de Aldrich Killian. En el 2015, Avengers: Age of Ultron, es destruido por Ultron, sin embargo, ha distribuido su conciencia a través de Internet, permitiendo sus protocolos de seguridad para retrasar el intento de Ultron de acceder a los códigos de lanzamiento nuclear de la Tierra lo suficiente como para Tony de averiguar lo que había sucedido. Stark y Bruce Banner utilizan a J.A.R.V.I.S. para transferirlo en un cuerpo robótico y es activado por Thor, convirtiéndose en el androide llamado Visión, todavía retratado por el mismo actor pero establecido como un individuo distinto de la IA, ya que su nueva programación incluye elementos de Ultron y JARVIS.
  - Edwin Jarvis aparece en Avengers: Endgame, la secuela de la película de 2018 Avengers: Infinity War, con D'Arcy retomando su papel de Agent Carter marcando la primera aparición del personaje en una película dentro del UCM.
- Jarvis aparece en Iron Man: Rise of Technovore, expresado por Troy Baker.
- Jarvis aparece en Heroes Unidos serie de películas de las entradas Iron Man y Hulk: Heroes Unidos y Iron Man y Capitán América: Heroes Unidos: expresado de nuevo por David Kaye.

### Videojuegos
- Edwin Jarvis aparece en Marvel: Ultimate Alliance, con la voz de Philip Proctor. Él es visto en la Torre Stark. Jarvis tiene un diálogo especial con Deadpool, Iron Man, Spider-Woman y el Capitán América.
- JARVIS aparece en el videojuego Iron Man, con la voz de Gillon Stephenson. Sirve como una fuente de información para el jugador que le informa de cualquier soldado entrante o máquina que deba conocer.
- JARVIS aparece en el videojuego Iron Man 2, con la voz de Andrew Chaikin. Kearson DeWitt y A.I.M. atacan los Archivos Stark para robar una copia del programa JARVIS en un plan para crear Ultimo.
- JARVIS aparece en Iron Man 3: The Official Game, con la voz de Jeff Bottoms.
- Edwin Jarvis aparece en Marvel Heroes, con la voz de Enn Reitel.
- JARVIS aparece en Lego Marvel Super Heroes, con la voz de Troy Baker.
- JARVIS aparece en Disney Infinity 3.0, una vez más expresado por David Kaye.
- JARVIS aparece en Lego Marvel's Avengers.